# Sankranti
Sankranti (dewanagari संक्रान्ति) – indyjska nazwa przesilenia słonecznego.
Przejście Słońca z jednego znaku zodiaku słonecznego do drugiego (kolejnego) znaku. W ujęciu indyjskim oznacza to rozpoczęcie nowego sauramasy, czyli miesiąca słonecznego, który określa okres trwania nowego znaku zodiaku słonecznego (raśi). Z faktu istnienia dwunastu znaków zodiaku wynika równocześnie zachodzenie w jednym roku dwunasta sankranti. Za najważniejsze i najbardziej pomyślne uważane jest makar sankranti – przejście Słońca w znak Koziorożca, świętowane 14 stycznia.